# Цыпкин, Яков Залманович
Яков За́лманович Цы́пкин (19 сентября 1919, Екатеринослав — 2 декабря 1997) — учёный в области автоматического управления, действительный член АН СССР (1990; c 1991 года — РАН; член-корреспондент АН СССР с 1974).
Я. З. Цыпкин внес огромный вклад в развитие и становление современной теории автоматического управления, кибернетики и автоматики. В 1940-е годы им были заложены основы теории релейных и импульсных автоматических систем. Такие понятия, как «критерий Цыпкина» и «годограф Цыпкина» являются классическими в теории регулирования.

## Биография
Родился в Екатеринославе в семье кричевского мещанина Могилёвской губернии Якова Залмановича Цыпкина (1887—1960) и шкловской мещанки Хаси Янкелевны Цыпкиной (в девичестве Буровой, 1888—?), заключивших брак в Екатеринославе 28 августа 1909 года. С 1941 по 1949 год работал инженером в НИИ-12, НИСО (Научно-исследовательский институт самолётного оборудования). В феврале 1941 года, защитив диплом на полгода раньше своих сокурсников и получив специальность инженера-электрика по радиосвязи, Яков по рекомендации своего преподавателя из МИИС, 12 марта 1941 года поступил на работу инженером в НИИ-12. Институт являлся главным научным центром по всему комплексу самолетного оборудования в Наркомате авиационной промышленности и занимался авиационным приборостроением, самолетной радиосвязью и вообще всем что было связано с самолетостроением. В то время главным инженером НИИ-12 работал Гец Аронович Левин, одновременно руководивший кафедрой радиоприемных устройств МИИС. Он и взял к себе подающего большие надежды выпускника.
В 1942—1943 годах служил рядовым в парашютно-десантных войсках. Воевал на Северо-Западном фронте. Участвовал в боях под Старой Руссой, где был тяжело ранен. В середине августа 1943 года Якова Цыпкина выписали из госпиталя и демобилизовали. Он сразу же вернулся в свой родной институт, который прошел реорганизацию и получил наименование НИСО – Научно-исследовательский институт самолетного оборудования. Уже в ноябре Якова Цыпкина назначили научным руководителем группы Радиоотдела Института, где он занимался разработками и исследованиями теоретических вопросов в области авиационного приборостроения. В 1946 году Я.З. Цыпкина назначают старшим научным сотрудником и начальником теоретического отдела Лаборатории авиационной радио- и электротехники НИСО.
В феврале 1948 года защитил докторскую диссертацию в Институте автоматики и телемеханики Академии наук СССР по теме «Системы с запаздывающей обратной связью» и в 28 лет стал одним из самых молодых докторов наук в СССР. При этом он не только занимался наукой, но и с 1947 года преподавал в Московском авиационном институте. С 1948 года Цыпкин совмещал работу в НИСО с преподавательской деятельностью во Всесоюзном заочном электротехническом институте. В марте 1949 года Высшей аттестационной комиссией Министерства высшего образования СССР утвержден в ученом звании профессора по специальности «Автоматическое регулирование».
В связи с кампанией по борьбе с космополитизмом Я. З. Цыпкину пришлось в 1949 году уйти из НИСО, целый год находиться без работы. Помог Цыпкину академик А. А. Андронов. В 1950 году ему удалось устроить Якова Залмановича в Институт автоматики и телемеханики АН СССР (позже — Институт проблем управления – ИПУ), где с 1956 и до своей кончины он возглавлял созданную им лабораторию № 7.
С 1972 года преподавал в Московском физико-техническом институте, в Московском энергетическом институте (Кафедра управления и информатики).
Умер 2 декабря 1997 года. Похоронен в Москве на Троекуровском кладбище.

## Научная деятельность
Основные труды по теории систем с запаздыванием.